# Premis Oscar de 1952
Els Premis Oscar de 1952 (en anglès: 25th Academy Awards) foren presentats el 19 de març de 1953 en una cerimònia realitzada al RKO Pantages Theatre de Los Angeles i al NBC International Theatre de Nova York.
La cerimònia fou presentada per l'actor Bob Hope (Los Angeles) i Fredric March (Nova York) amb Conrad Nagel com a mestre de cerimònies. Hi foren presents 2800 convidats, entre ells el governador Earl Warren i l'alcalde Fletcher Bowron.

## Curiositats
Aquesta fou la primera cerimònia dels Premis Oscar que fou televisada completament, i la primera a tenir dues celebracions simultànies, una a Los Angeles i una altra a Nova York.
La pel·lícula amb més nominacions de la nit foren Sol davant el perill de Fred Zinnemann, Moulin Rouge de John Huston i The Quiet Man de John Ford, amb 7 nominacions cada una. Ara bé, cap d'elles guanyà el premi de Millor pel·lícula, que recaigué en L'espectacle més gran del món de Cecil B. DeMille, considerada una de les pitjors pel·lícules en rebre aquest guardó. John Ford aconseguí el guardó de millor director, el quart, convertint-lo amb el director amb més premis.
La victòria de Shirley Booth com a millor actriu la converteix en l'última actriu nascuda al segle xix en aconseguir aquest guardó, un guardó que acceptà des de Nova York. El pintor català Antoni Clavé rebé dues nominacions pel disseny dels decorats i vestuari d'El fabulós Andersen, convertint-se aen el primer català a rebre una nominació als Oscar.
The Bad and the Beautiful de Vincente Minnelli aconseguí cinc guardons, convertint-se en la pel·lícula més premiada de la història sense aconseguir la nominació a millor pel·lícula, i comparteix el rècord de més premis sense estar nominada a millor pel·lícula en una nit juntament amb El lladre de Bagdad (1940), que aquella nit aconseguí 3 guardons.
Des de la introducció dels premis a millor actor i actriu secundària l'any 1936, els guardons de millor pel·lícula, director i les quatre categories d'actors anaren a parar a sis pel·lícules diferents, un fet que només ha passat tres vegades més les edicions de 1956, 2005 i 2012.

## Premis
| Millor pel·lícula | Millor director |
| --- | --- |
| - L'espectacle més gran del món (Cecil B. DeMille per Paramount Pictures) - Sol davant el perill (Stanley Kramer per United Artists) - Ivanhoe (Pandro S. Berman per Metro-Goldwyn-Mayer) - Moulin Rouge (John Huston per United Artists) - The Quiet Man (John Ford i Merian C. Cooper per Republic Pictures) | - John Ford per The Quiet Man - Cecil B. DeMille per L'espectacle més gran del món - John Huston per Moulin Rouge - Joseph L. Mankiewicz per Five Fingers - Fred Zinnemann per Sol davant el perill |
| Millor actor | Millor actriu |
| - Gary Cooper per Sol davant el perill com a Will Kane - Marlon Brando per Viva Zapata! com a Emiliano Zapata - Kirk Douglas per The Bad and the Beautiful com a Jonathan - José Ferrer per Moulin Rouge com a Toulouse-Lautrec/Alphonse Charles de Toulouse-Lautrec-Monfa - Alec Guinness per The Lavender Hill Mob com a Henry "Dutch" Holland | - Shirley Booth per Come Back, Little Sheba com a Lola Delaney - Joan Crawford per Sudden Fear com a Myra Hudson - Bette Davis per The Star com a Margaret Elliot - Julie Harris per The Member of the Wedding com a Frankie Addams - Susan Hayward per With a Song in My Heart com a Jane Froman |
| Millor actor secundari | Millor actriu secundària |
| - Anthony Quinn per Viva Zapata! com a Eufemio Zapata - Richard Burton per My Cousin Rachel com a Philip Ashley - Arthur Hunnicutt per Riu de sang com a Zeb Calloway - Victor McLaglen per The Quiet Man com a Will Danaher - Jack Palance per Sudden Fear com a Lester Blaine | - Gloria Grahame per The Bad and the Beautiful com a Rosemary - Jean Hagen per Cantant sota la pluja com a Lina Lamont - Colette Marchand per Moulin Rouge com a Marie Charlet - Terry Moore per Come Back, Little Sheba com a Marie Buckholder - Thelma Ritter per With a Song in My Heart com a Clancy |
| Millor guió original | Millor guió adaptat |
| - T. E. B. Clarke per The Lavender Hill Mob - Sydney Boehm per The Atomic City - Terence Rattigan per Breaking the Sound Barrier - Ruth Gordon i Garson Kanin per La Pat i en Mike - John Steinbeck per Viva Zapata! | - Charles Schnee per The Bad and the Beautiful (sobre hist. de George Bradshaw) - Michael Wilson per Five Fingers (sobre hist. de L.C. Moyzisch) - Carl Foreman per Sol davant el perill (sobre hist. de John W. Cunningham) - Roger MacDougall, John Dighton i Alexander Mackendrick per L'home del vestit blanc (sobre obra de teatre de R. MacDougall) - Frank S. Nugent per The Quiet Man (sobre hist. de Maurice Walsh) |
| Millor història | Millor curtmetratge d'animació |
| - Fredric M. Frank, Theodore St. John i Frank Cavett per L'espectacle més gran del món - Leo McCarey per My Son John - Martin Goldsmith i Jack Leonard per Un marge estret - Guy Trosper per The Pride of St. Louis - Edna Anhalt i Edward Anhalt per The Sniper | - Johann Mouse de Fred Quimby - Little Johnny Jet de Fred Quimby - Madeline de Stephen Bosustow - Pink and Blue Blues de Stephen Bosustow - The Romance of Transportation in Canada de Tom Daly |
| Millor banda sonora - Dramàtica o còmica | Millor banda sonora - Musical |
| - Dimitri Tiomkin per Sol davant el perill - Miklós Rózsa per Ivanhoe - Max Steiner per The Miracle of Our Lady of Fatima - Herschel Burke Gilbert per The Thief - Alex North per Viva Zapata! | - Alfred Newman per With a Song in My Heart - Walter Scharf per El fabulós Andersen - Ray Heindorf i Max Steiner per The Jazz Singer - Gian-Carlo Menotti per The Medium - Lennie Hayton per Cantant sota la pluja |
| Millor cançó original | Millor so |
| - Dimitri Tiomkin (música); Ned Washington (lletra) per Sol davant el perill ("Do Not Forsake Me, O My Darlin‍ '") - Jack Brooks (música i lletra) per Son of Paleface ("Am I in Love") - Nicholas Brodszky (música); Sammy Cahn (lletra) per Because You're Mine ("Because You're Mine") - Frank Loesser (música i lletra) per El fabulós Andersen ("Thumbelina") - Harry Warren (música); Leo Robin (lletra) per Just for You ("Zing a Little Zong") | - Breaking the Sound Barrier (London Films Sound Department) - The Card (Pinewood Studios Sound Department) - Gordon Sawyer per El fabulós Andersen - Daniel J. Bloomberg per The Quiet Man - Thomas T. Moulton per With a Song in My Heart |
| Millor direcció artística - Blanc i Negre | Millor direcció artística - Color |
| - Cedric Gibbons i Edward Carfagno; Edwin B. Willis i Keogh Gleason per The Bad and the Beautiful - Hal Pereira i Roland Anderson; Emile Kuri per Carrie - Lyle R. Wheeler i John DeCuir; Walter M. Scott per My Cousin Rachel - So Matsuyama; H. Motsumoto per Rashōmon - Lyle R. Wheeler i Leland Fuller; Thomas Little i Claude Carpenter per Viva Zapata!                                                                                        | - Paul Sheriff; Marcel Vertès per Moulin Rouge - Richard Day i Antoni Clavé; Howard Bristol per El fabulós Andersen - Cedric Gibbons i Paul Groesse; Edwin B. Willis i Arthur Krams per La viuda alegre - Frank Hotaling; John McCarthy, Jr. i Charles Thompson per The Quiet Man - Lyle R. Wheeler i John DeCuir; Thomas Little i Paul S. Fox per The Snows of Kilimanjaro                                                  |
| Millor fotografia - Blanc i Negre | Millor fotografia - Color |
| - Robert L. Surtees per The Bad and the Beautiful - Russell Harlan per Riu de sang - Joseph LaShelle per My Cousin Rachel - Virgil Miller per Navajo - Charles Lang, Jr. per Sudden Fear | - Winton C. Hoch i Archie Stout per The Quiet Man - Harry Stradling per El fabulós Andersen - Freddie Young per Ivanhoe - George J. Folsey per Million Dollar Mermaid - Leon Shamroy per The Snows of Kilimanjaro |
| Millor vestuari - Blanc i Negre | Millor vestuari - Color |
| - Helen Rose per The Bad and the Beautiful - Jean Louis per La dama de Trinidad - Edith Head per Carrie - Charles LeMaire i Dorothy Jeakins per My Cousin Rachel - Sheila O'Brien per Sudden Fear | - Marcel Vertès per Moulin Rouge - Edith Head, Dorothy Jeakins i Miles White per L'espectacle més gran del món - Antoni Clavé, Mary Wills i Barbara Karinska per El fabulós Andersen - Helen Rose i Gile Steele per La viuda alegre - Charles LeMaire per With a Song in My Heart |
| Millor muntatge | Millors efectes especials |
| - Elmo Williams i Harry W. Gerstad per Sol davant el perill - Warren Low per Come Back, Little Sheba - William Austin per Flat Top - Anne Bauchens per L'espectacle més gran del món - Ralph Kemplen per Moulin Rouge | - Plymouth Adventure (MGM) |
| Millor documental | Millor curtmetratge documental |
| - The Sea Around Us d'Irwin Allen - The Hoaxters de Dore Schary - Navajo de Hall Bartlett | - Neighbours de Norman McLaren - Devil Take Us de Herbert Morgan - Epeira Diadema de Alberto Ancilotto - Man Alive! de Stephen Bosustow |
| Millor curtmetratge, un carret | Millor curtmetratge, dos carrets |
| - Light in the Window de Boris Vermont - Athletes of the Saddle de Jack Eaton - Desert Killer de Gordon Hollingshead - Neighbours de Norman McLaren - Royal Scotland (Crown Film Unit) | - Water Birds de Walt Disney - Bridge of Time (London Film Prod.) - Devil Take Us de Herbert Morgan - Thar She Blows! de Gordon Hollingshead |

## Oscar Honorífic

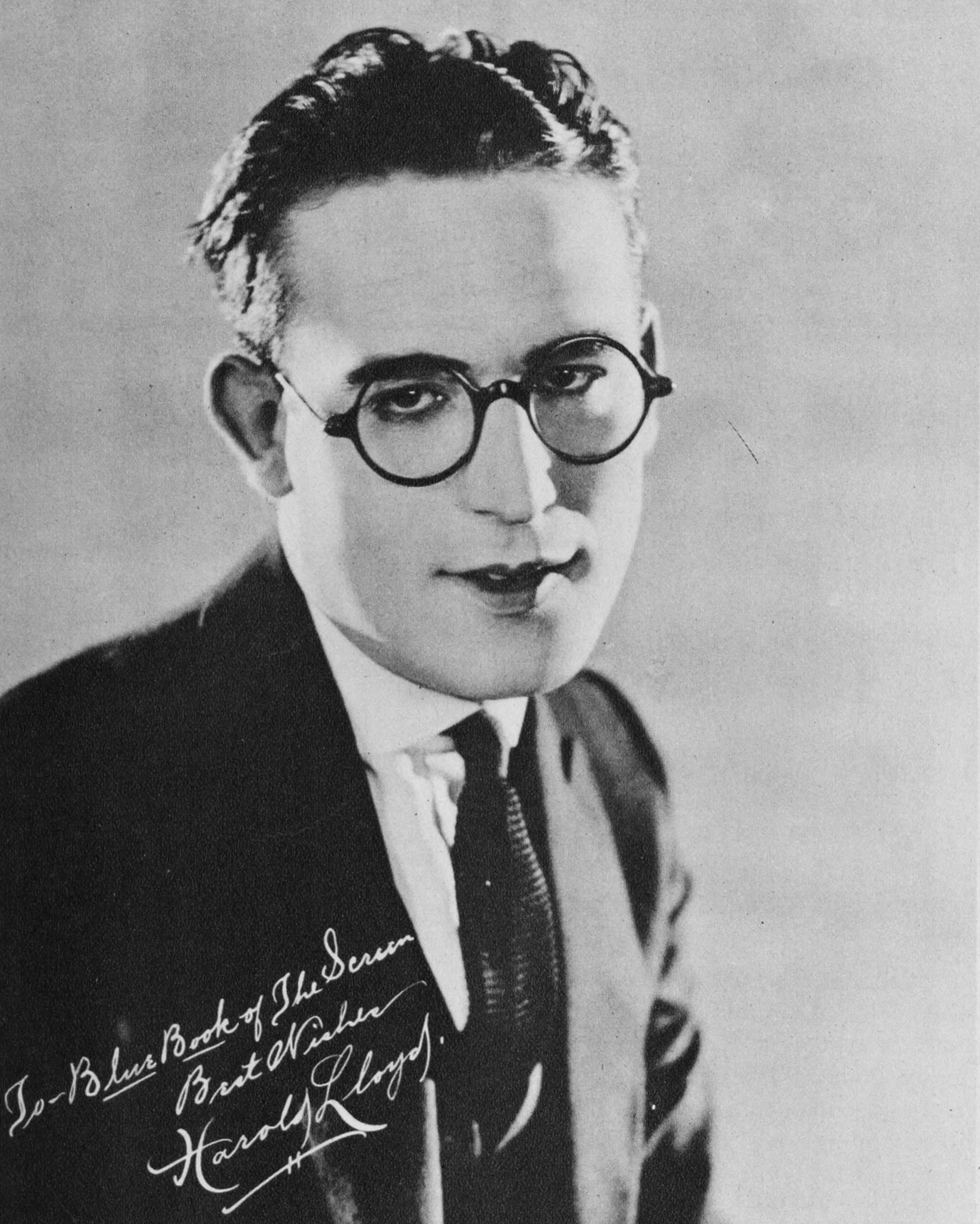
Harold Lloyd vers l'any 1922.

- Harold Lloyd - per ser un mestre comediant i bon ciutadà. [estatueta]
- Merian C. Cooper - per les seves nombroses innovacions i contribucions a l'art del cinema. [estatueta]
- Bob Hope - per la seva contribució a la rialla del món, el seu servei a la indústria cinematogràfica, i la seva dedicació a la premissa d'Amèrica. [estatueta]
- George Alfred Mitchell - pel disseny i el desenvolupament de la càmera que porta el seu nom i per la seva presència dominant en el camp de la cinematografia. [estatueta]
- Joseph M. Schenck - per molts i distingits serveis a la indústria cinematogràfica. [estatueta]
- Jocs prohibits de René Clement (França) - votat per la Junta de Governadors com la pel·lícula en llengua estrangera més destacada als Estats Units el 1952. [estatueta. Premi Especial]

## Premi Irving G. Thalberg
- Cecil B. DeMille

## Presentadors
| Nom                                  | Paper                                                      |
| ------------------------------------ | ---------------------------------------------------------- |
| Ronald Reagan                        | Presentador del 25è Aniversari dels Premis                 |
| Charles Brackett (president AMPAS)   | Benvinguda                                                 |
| Ginger Rogers                        | millor vestuari                                            |
| Jean Hersholt                        | millor documentals                                         |
| Frank Capra                          | millor muntatge                                            |
| Joan Fontaine James Stewart          | millor direcció artística                                  |
| Claire Trevor                        | millor so                                                  |
| Ray Milland Jane Wyman               | millor curtmetratges                                       |
| Teresa Wright                        | millor fotografia                                          |
| Walt Disney                          | millor música i cançó                                      |
| Charles Brackett Olivia de Havilland | millor director                                            |
| Dore Schary                          | millor guió original, adaptat i història                   |
| Greer Garson                         | millor actor secundari                                     |
| Edmund Gwenn                         | millor actriu secundària                                   |
| Janet Gaynor                         | millor actor                                               |
| Fredric March                        | millor actriu                                              |
| Mary Pickford                        | millor pel·lícula                                          |
| Luise Rainer                         | Premi Honorífic a la millor pel·lícula de parla no anglesa |
| Loretta Young                        | millors efectes especials                                  |
| Anne Baxter                          | Premis Científics i Tècnics                                |

### Actuacions
| Nom                      | Paper                        |                                                            |
| ------------------------ | ---------------------------- | ---------------------------------------------------------- |
| Adolph Deutsch           | Arranjador musical Conductor | orquestra                                                  |
| Celeste Holm             | cantant                      | "Thumbelina" de El fabulós Andersen                        |
| Billy Daniels            | cantant                      | "Because You're Mine" de Because You're Mine               |
| Peggy Lee Johnny Mercer  | cantants                     | "Zing a Little Zong" de Just for You                       |
| Tex Ritter               | cantant                      | "Do Not Forsake Me, Oh My Darlin'" de Sol davant el perill |
| Bob Hope Marilyn Maxwell | cantants                     | "Am I in Love?" de Son of Paleface                         |

## Múltiples nominacions i premis
| Les següents pel·lícules van rebre diverses nominacions: - 7 nominacions: Sol davant el perill, Moulin Rouge i The Quiet Man - 6 nominacions: The Bad and the Beautiful i El fabulós Andersen - 5 nominacions: L'espectacle més gran del món, Viva Zapata! i With a Song in My Heart - 4 nominacions: My Cousin Rachel i Sudden Fear - 3 nominacions: Come Back, Little Sheba i Ivanhoe - 2 nominacions:The Big Sky, Breaking the Sound Barrier, Cantant sota la pluja, Carrie, Devil Take Us, Five Fingers, The Lavender Hill Mob i The Merry Widdow, Navajo, Neighbours i The Snows of Kilimanjaro | Les següents pel·lícules van rebre més d'un premi: - 5 premis: The Bad and the Beautiful - 4 premis: Sol davant el perill - 2 premis: L'espectacle més gran del món, Moulin Rouge i The Quiet Man |